# Jenő Daday
Jenő Daday, dont le nom est parfois traduit en Eugen von Daday, né en 1855 et mort en 1920, est un zoologiste roumain spécialiste des arthropodes, notamment des crustacés.